# Park 3 Maja w Łodzi

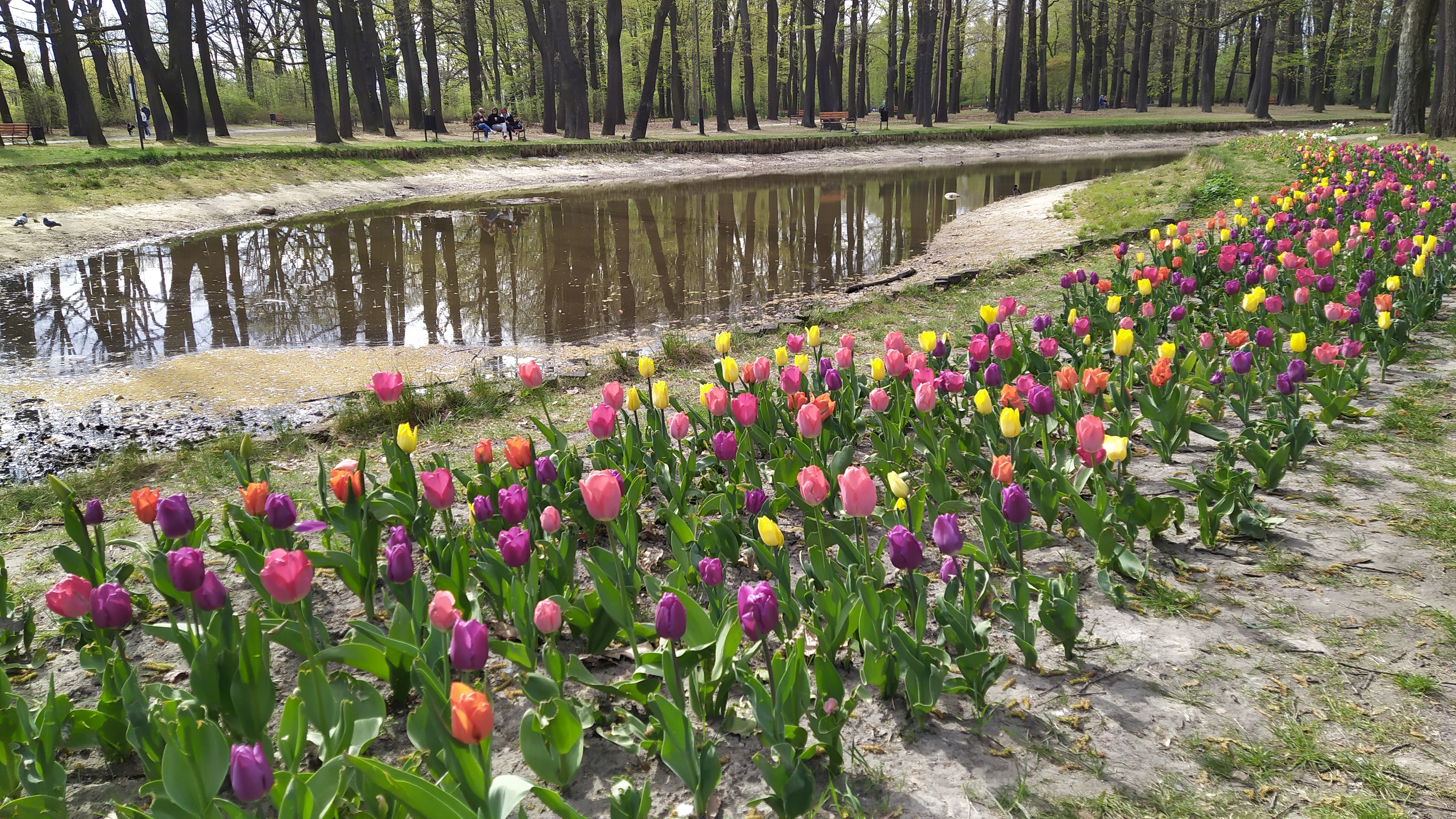
Tulipany nad stawem w parku

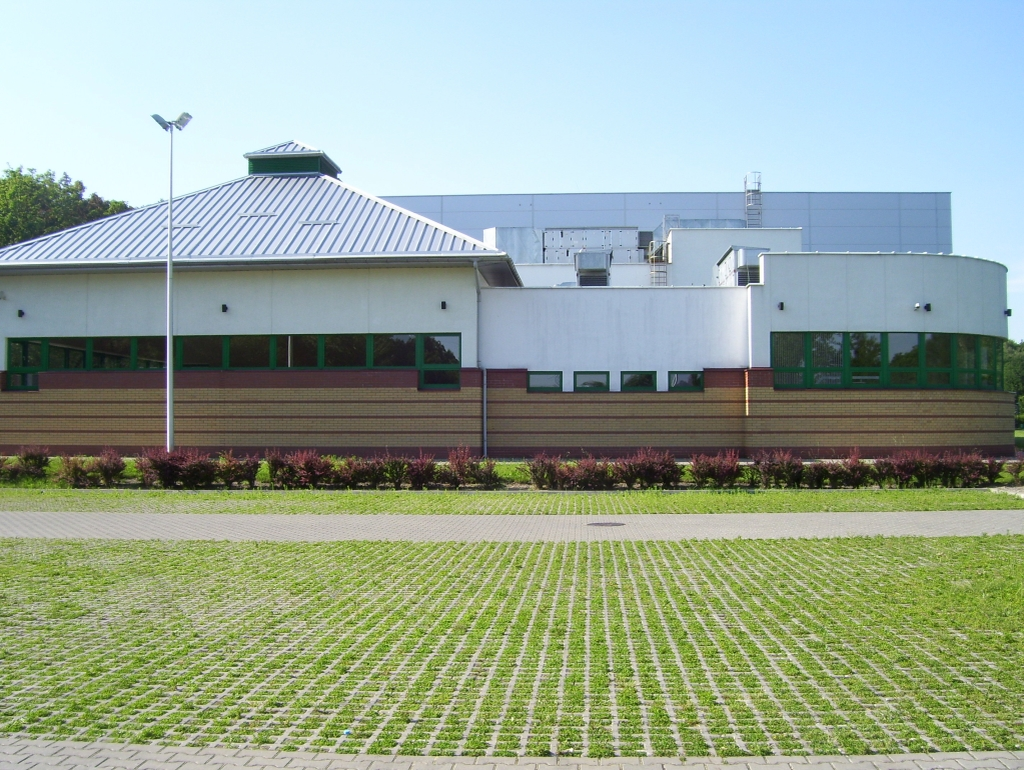
Hala sportowa (na granicy z parkiem Baden Powella)

Park 3 Maja – zabytkowy park w Łodzi ulokowany w rejonie ulic Kopcińskiego i Małachowskiego, od południa ograniczony przez tory kolejowe należące do łódzkiej kolei obwodowej (linia Łódź Fabryczna - Koluszki) a od wschodu przez Park Baden-Powella (dawniej: Park Rozrywkowy).

## Opis
Założony w 1915 roku park jest pozostałością po lesie miejskim, stanowiącym w przeszłości element Puszczy Łódzkiej. Dawny las miejski zajmował trzykrotnie większy teren niż obecnie: od południa sięgał on aż do ulicy Rokicińskiej. Podczas I wojny światowej większość drzew ulokowanych na południe od poprowadzonej w 1864 roku linii kolejowej padła ofiarą mieszkańców poszukujących drewna na opał. Po zakończeniu wojny leżącą na północ od torów resztkę lasu przekształcono w park. Jego zachodnią część gruntownie przebudowano, budując m.in. młodzieżowe boisko piłkarskie oraz plac zabaw. Zmieniona została również jego wschodnia część, wzbogacona o liczne obiekty sportowe (m.in. bieżnię, korty tenisowe oraz boiska piłkarskie). Począwszy od 1923 roku aż do wybuchu II wojny światowej park pełnił liczne funkcje rekreacyjne (organizowano tam półkolonie dla okolicznej młodzieży) oraz sportowe.
W 1928 park wzbogacił się o staw, rychło zbudowano również ogród jordanowski (zlikwidowany na początku lat dziewięćdziesiątych) i kolejny plac zabaw dla dzieci. Na kolejne zmiany trzeba było czekać aż do 1955 roku: znajdujące się we wschodniej części parku obiekty sportowe zostały ogrodzone, usypano również nasyp na trybuny. Na początku XXI wieku oddano do użytku nowoczesną halę sportową Centrum Zajęć Sportowo-Rekreacyjnych.
Obecnie park pełni podobne funkcje jak w chwili jego założenia: liczne obiekty sportowe (korty tenisowe, 4 boiska piłkarskie, bieżnia) i rekreacyjne (m.in. miasteczko ruchu drogowego) oraz alejki spacerowe tętnią życiem, będąc miejscem wypoczynku i rekreacji okolicznych mieszkańców. 
Park zajmuje powierzchnię 23,5 hektarów, dwa rosnące w nim drzewa uznano za pomniki przyrody. Jest on również siedzibą młodzieżowego klubu sportowego MKS Łodzianka, zaś w hali MOSiR swoje mecze rozgrywają jako gospodynie koszykarki Widzewa Łódź.
6 czerwca 2014 park został wpisany do rejestru zabytków.